# Жемчужный гурами
Жемчу́жный гура́ми (лат. Trichopodus leerii) — один из видов лабиринтовых рыб. Относится к распространённым аквариумным рыбкам. Обитает в Индии, на Малайском архипелаге, в Индонезии — на Суматре и Борнео, а также в Таиланде в мелких, густо заросших водоёмах. Самец длиной до 12 см, самка немного мельче. У самца плавники длиннее и острее, окраска ярче, грудь и брюхо, особенно в возбуждённом состоянии, оранжево-красноватые. Мирные и довольно пугливые.
Как и другие лабиринтовые рыбы, жемчужные гурами обладают интересной особенностью — специальным органом, называемым за свою сложную форму «лабиринтом», с помощью которого они могут дышать атмосферным воздухом. Как у всех рыб, у жемчужных гурами есть и нормальные жабры, но они выполняют вспомогательную функцию. Если лишить гурами доступа к поверхности на продолжительное время, то рыбки задохнутся и погибнут.

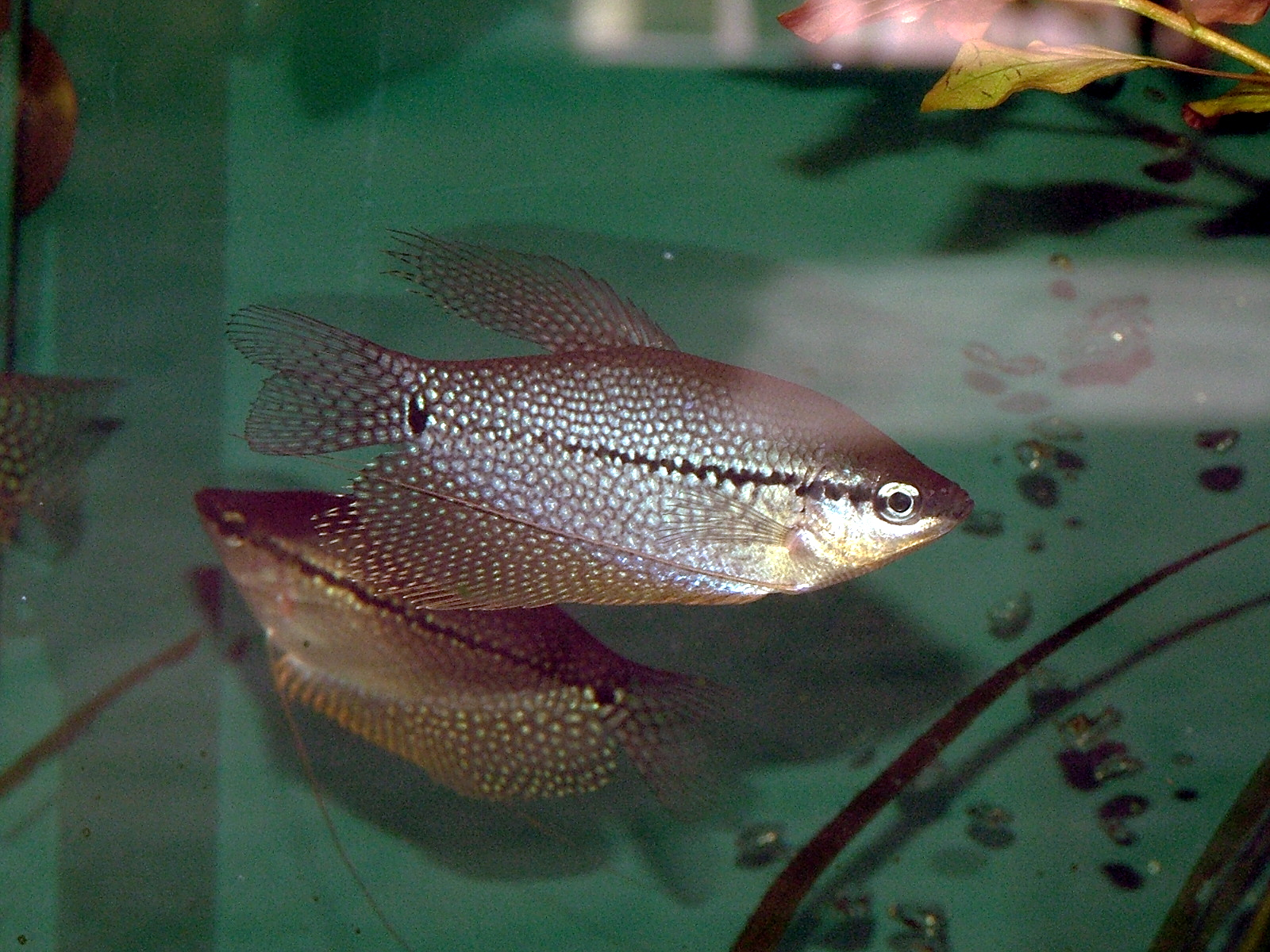
Пара жемчужных гурами

## Описание

### Окрас
На общем серебристо-фиолетовом фоне тела рыбки расположены отливающие жемчугом пятнышки. Два жаберных плавника, спинной и хвостовой, производят впечатление тюлевых и имеют такой же жемчужный блеск, как и тело. Во время нереста фиолетовый цвет становится гуще, жемчужные точки приобретают яркий блеск — «горят».
Самцы жемчужного гурами имеют ярко-оранжевые горло и переднюю часть груди и кофейно-коричневую спину. Во время нереста нижняя часть жаберных крышек, вся грудь и анальный плавник до хвостового оперения принимают ярко-красный цвет.
От головы до основания хвостового плавника гурами проходит темная полоса.
Самки окрашены более однотонно и не так выразительно, но самки несколько полнее самца.

### Тело
У жемчужных гурами сильно сжатое с боков, в форме вытянутого овала, тело, спинной и анальный плавники большие. Длина самца около 11 см, самка мельче. В условиях аквариумного содержания не превышает 8—10 см в длину.

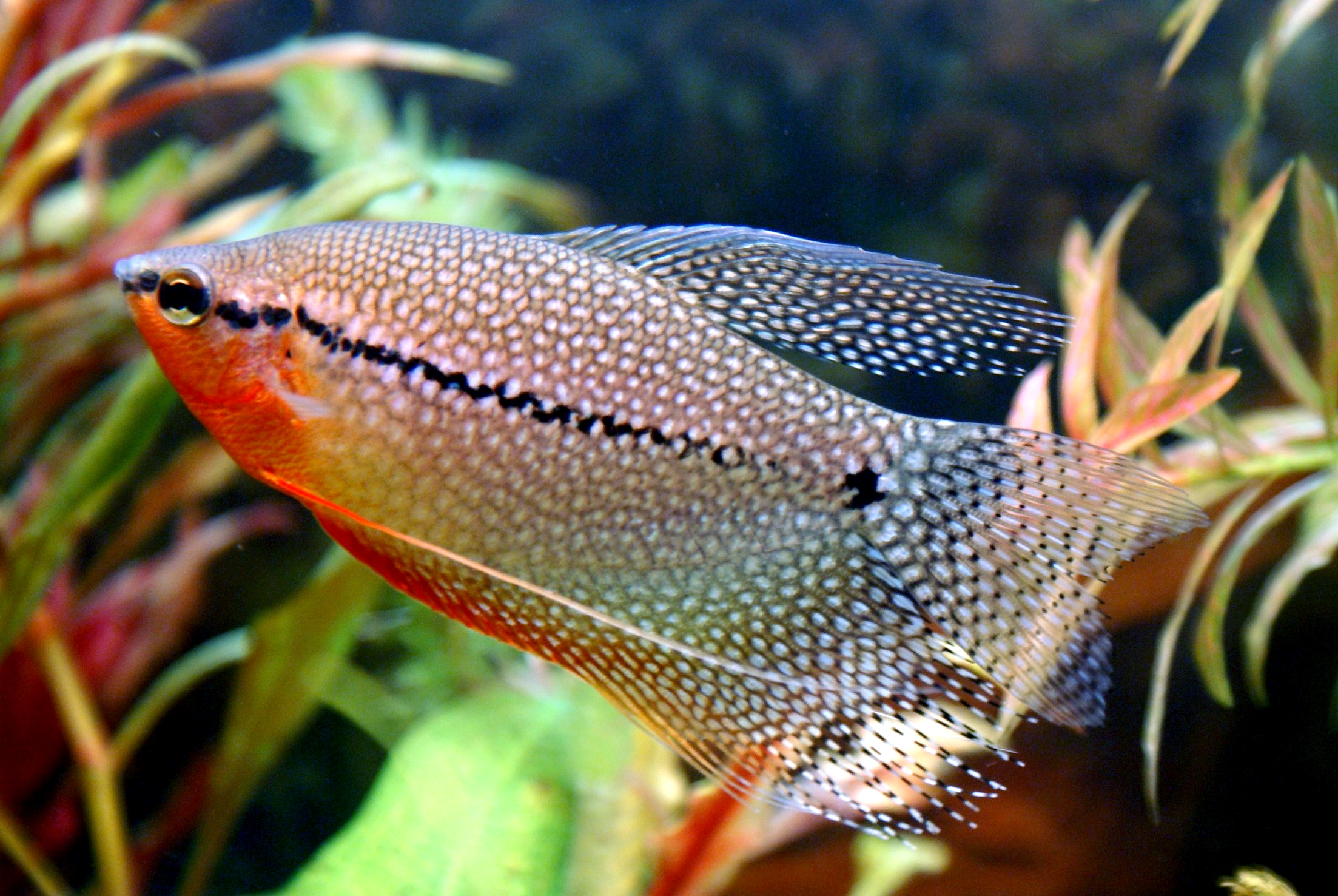
Самец жемчужного гурами

### Плавники
Спинной плавник у самца вытянут, сильно удлинен. Кончик у него заостренный. У самок он намного короче и округлый. Брюшные плавники длинные, нитевидные. Они вытянуты в тонкие нити и нередко используются рыбками в качестве своеобразных щупалец, которыми они ощупывают предметы перед собой.

## Содержание
В аквариумах жемчужные гурами содержатся с 1933 года, в России появились в 1947 году.  Разведение как у других представителей рода Trichogaster.
Условия содержания: Видовой аквариум от 60 литров для 3 - 4 жемчужных гурами. Вода: dH4—20, pH6—7,8 температура 24—28 °С. Корм: живой (дафнии и другие рачки, мотыль), хлопья, растительная пища. Возможно также содержание в общем аквариуме. Совместимость: неоны , сомики коридорас, лорикариевые сомы , данио , расборы . Аквариум должен быть густо засажен растениями . В качестве укрытий могут подойти коряги. Необходимы также плавающие на поверхности воды растения , такие как пистия , ряска или риччия . Некоторые растения, подходящие для гурами : валлиснерии , индийский папоротник,  перистолистник, различные аквариумные мхи , анубиасы , криптокорины. Можно содержать как парами , так и гаремом , идеально, чтобы на одного самца приходилось три самки .

## Поведение
Жемчужные гурами очень пугливы и более чувствительны к изменению температуры и к загрязнению воды, чем пятнистые и голубые гурами.

## Гибриды и разновидности
Вид образует гибриды с пятнистым гурами. Выведена также альбиносная форма жемчужных гурами.
Московским любителям удалось скрестить жемчужного гурами (самец) с голубым гурами (самка). Гибриды имеют голубоватый фон тела, покрытый белыми пятнами без жемчужного блеска. Анальный плавник усыпан яркими оранжевыми пятнышками, хвостовой — белыми. Этот гибрид представляет декоративный интерес.

## Генетика
Кариотип: 46 хромосом (2n).
Молекулярная генетика
- Депонированные нуклеотидные последовательности в базе данных EntrezNucleotide, GenBank, NCBI, США: 7 (по состоянию на 18 февраля 2015).
- Депонированные последовательности белков в базе данных EntrezProtein, GenBank, NCBI, США: 3 (по состоянию на 18 февраля 2015).

Геном: 0,82 пг (C-value).

## Синонимы видового названия
Видовое научное название имеет следующие синонимы:
- Trichopodus trichopterus Cantor, 1850;
- Trichopus leerii (Bleeker, 1852);
- Osphromenus trichopterus var. leerii Gunther, 1861;
- Trichopodus leeri Regan, 1909[6].